# U Zámecké Moravy
U Zámecké Moravy byla přírodní památka ev. č. 1591 v katastru obce Mladeč v okrese Olomouc. Oblast spravuje AOPK ČR Správa CHKO Litovelské Pomoraví.
Chráněné území se nacházelo severně od řeky Moravy v jihovýchodním sousedství zámku Nové Zámky. Ke dni 1. června 2010 došlo k jeho zrušení a začlenění předmětné lokality do současně zvětšené přírodní rezervace Hejtmanka.
Důvodem ochrany byl lužní porost s výskytem pérovníku pštrosího (Matteuccia struthiopteris).